# Heliophanus glaucus
Heliophanus glaucus este o specie de păianjeni din genul Heliophanus, familia Salticidae, descrisă de Bösenberg, Lenz, 1894 [1895. Conform Catalogue of Life specia Heliophanus glaucus nu are subspecii cunoscute.